# Ben Reis
Ben Martin Reis (in ebraico בן מרטין רייס‎?; Eilat, 1º aprile 1990) è un ex cestista israeliano con cittadinanza tedesca.